# Тоњаца (Сијена)
Тоњаца је насеље у Италији у округу Сијена, региону Тоскана.
Према процени из 2011. у насељу је живело 417 становника. Насеље се налази на надморској висини од 343 м.